# 沙恩多夫
沙恩多夫是奥地利下奥地利州莱塔河畔布鲁克县的一个市镇。总面积25.82平方公里，总人口1046人，人口密度40.5人/平方公里（2009年）。